# Contraloría General de Cuentas (Guatemala)
La Contraloría General de Cuentas (CGC), oficialmente Contraloría General de Cuentas de la República de Guatemala, es una entidad o institución técnica descentralizada, con funciones fiscalizadoras de los ingresos, egresos y en general de todo interés hacendario de los Organismos del Estado, los municipios, entidades descentralizadas y autónomas, así como de cualquier persona que reciba fondos del Estado o que haga colectas públicas. También están sujetos a esta fiscalización los contratistas de obras públicas y cualquier otra persona que, por delegación del Estado, invierta o administre fondos públicos. 
La Contraloría General de Cuentas fue establecida y se rige por los artículos 232 al 236 de la Constitución Política de la República, el 31 de mayo de 1985. Sin embargo, dicha entidad fiscal superior nace el 11 de marzo de 1945, en la constitución de ese mismo año. 
La Contraloría presenta al Congreso de la República por lo menos dos tipos de informes:
1. En el artículo 233 de la Constitución, se establece el primero en el cual el mismo contralor debe rendir un informe sobre su gestión cuando el Congreso lo solicite y de oficio dos veces durante el año.
2. En el artículo 241 de la Constitución, se establece el segundo que trata sobre la rendición de cuentas del Estado por parte del Organismo Ejecutivo, en donde la Contraloría recibe la liquidación presupuestaria anual entregada por dicho organismo, y en un plazo no mayor de dos meses, esta liquidación debe ser remitida al Congreso acompañada con un informe y dictamen elaborado por la misma Contraloría.

## Funciones
Las funciones de la Contraloría General de Cuentas están establecida en su Ley Orgánica, dentro de las cuales tenemos:
- a) Ser el órgano rector de control gubernamental. Las disposiciones, políticas y procedimientos que dicte en el ámbito de su competencia, son de observancia y cumplimiento obligatorio para los organismos, instituciones, entidades y demás personas a que se refiere el artículo 2 de la Ley Orgánica;

- b) Efectuar el examen de operaciones y transacciones financieras-administrativas a través de la práctica de auditorías con enfoque integral a los organismos, instituciones, entidades y demás personas a que se refiere el artículo 2 de esta Ley, emitiendo el informe sobre lo examinado de acuerdo con las normas de auditoría generalmente aceptadas y de auditoría gubernamental vigentes;

- c) Normar el control interno institucional y la gestión de las unidades de auditoría interna, proponiendo las medidas que contribuyan a mejorar la eficiencia y eficacia de las mismas, incluyendo las características que deben reunir los integrantes de dichas unidades;

- d) Evaluar los resultados de la gestión de los organismos, instituciones, entidades y personas a que se refiere el artículo 2 de la Ley Orgánica, bajo los criterios de probidad, eficacia, eficiencia, transparencia, economía y equidad;

- e) Auditar, emitir dictamen y rendir informe de los estados financieros, ejecución y liquidación del Presupuesto General de Ingresos y Egresos del Estado, y los de las entidades autónomas y descentralizadas, enviando los informes correspondientes al Congreso de la República, dentro del plazo constitucional;

- f) Promover de oficio y ser parte actora de los Juicios de Cuentas en contra de los funcionarios y empleados públicos que no hubieren desvanecido los reparos o cargos formulados por la Contraloría General de Cuentas;

- g) Requerir a la autoridad nominadora, la suspensión en forma Inmediata del funcionario o empleado público encargado de la custodia, manejo y administración de los valores públicos, cuando se hubieren detectado hechos presuntamente constitutivos de delito, vinculados con sus atribuciones y, además, denunciarlos ante las autoridades competentes;

- h) Nombrar interventores en los asuntos de su competencia, de carácter temporal, en los organismos, instituciones o entidades sujetas a control, cuando se compruebe que se está comprometiendo su estabilidad económica-financiera;

- i) Autorizar los formularios, sean estos impresos o en medios informáticos, destinados a la recepción de fondos y egresos de bienes muebles y suministros, a excepción de aquellos referentes a los aspectos administrativos de las entidades a que se refiere el artículo 2 de esta ley, así como controlar y fiscalizar su manejo;

- j) Examinar la contabilidad de los contratistas de obras públicas y de cualquier persona individual o jurídica que, por delegación del Estado, reciba, invierta o administre fondos públicos, así como en aquellas en que el Estado delegue la administración, ejecución o supervisión de obras o servicios públicos, en lo relacionado con fondos del Estado;

- k) Autorizar y verificar la correcta utilización de las hojas movibles, libros principales y auxiliares que se operen en forma manual, electrónica o por otros medios legalmente autorizados de las entidades sujetas a fiscalización;

- l) Cuando las circunstancias lo demanden y, de manera exclusiva, calificar y contratar Contadores Públicos y Auditores Independientes, que sean Colegiados Activos en forma individual o como Firmas de Auditoría, para realizar auditorías en los organismo, entidades y personas a que se refiere el artículo 2 de la Ley Orgánica, quedando sujetas éstas a la supervisión de la Contraloría General de Cuentas;

- m) Promover la eficiencia profesional de los auditores gubernamentales, a través de un plan de capacitación y actualización continua;

- n) Promover mecanismos de lucha contra la corrupción;

- o) Verificar la veracidad de la información contenida en las declaraciones de probidad presentadas por los funcionarios y empleados públicos, de conformidad con la ley de la materia y la Ley Orgánica;

- p) De acuerdo con las características de las entidades sujetas a examen, la Contraloría General de Cuentas podrá contratar especialistas de otras disciplinas profesionales para que participen en las auditorías, debiendo estos emitir un Dictamen Técnico de acuerdo con su especialidad;

- q) Ejercer control de las emisiones de las especies postales, fiscales, de bonos, cupones y otros documentos o títulos de la deuda pública emitidos por el Estado o del municipio, billetes de lotería nacional o cualesquiera otros documentos o valores que determine la ley,

- r) Controlar la incineración o destrucción de cédulas, bonos, cupones y cualesquiera otros documentos o títulos de crédito del Estado o del municipio y demás instituciones sujetas a su fiscalización;

- s) Emitir opinión o dictámenes sobre asuntos de su competencia que le sean requeridos por los Organismos del Estado o entidades sujetas a fiscalización,

- t) Coadyuvar con el Ministerio Público en la investigación de los delitos en contra de la hacienda pública;

- u) Promover un programa de digitalización de documentos y expedientes de las entidades sujetas a fiscalización;

- v) Informar, publicitar, divulgar y educar sobre el contenido de la Ley Orgánica; y,

- w) Cualquier otra atribución que se le delegue en ésta y otras leyes.

## Organización
La Contraloría General de Cuentas se organiza de la siguiente manera:

### Autoridades Superiores
- Contralor general de Cuentas.
  - Subcontralor de Probidad.
  - Subcontralor de Calidad de Gasto Público.
  - Subcontralor Administrativo.
  - Campero

### Direcciones (Directores)
- -     - Dirección de Auditoría Gubernamental.
    - Dirección de Auditoría al Sector Gobiernos Locales y Consejos de Desarrollo; (Área Oriente y Área Occidente).
    - Dirección de Auditoría a Fideicomisos.
    - Dirección de Cooperación y Relaciones Interinstitucionales.
    - Dirección de Asuntos Jurídicos.
    - Dirección de Administrativa.
    - Dirección de Financiera.
    - Dirección de Auditoría Interna.
    - Dirección de Recursos Humanos.
    - Dirección de Auditoría a Obra Pública e Impacto Ambiental.
    - Dirección de Probidad.
    - Dirección de Calidad de Gasto Público.
    - Dirección de Auditoría para Atención a Denuncias.
    - Dirección de Auditoría a Sistemas Informáticos y Nóminas de Gobierno.
    - Dirección de Auditoría al Sector Salud y Seguridad Social.
    - Dirección de Auditoría al Sector Medio Ambiente y Recursos Naturales.
    - Inspección General.
    - Dirección de Auditoría al Sector Educación Ciencia, Cultura y Deportes.
    - Dirección de Auditoría al Sector Economía, Finanzas, Trabajo y Previsión Social.
    - Dirección de Auditoría al Sector Defensa, Seguridad y Justicia.
    - Secretaría General.
    - Dirección de Tecnologías de la Información y Comunicación.
    - Dirección de Análisis de la Gestión Pública, Monitoreo y Alerta Temprana.
    - Dirección de Auditoría al Sector Comunicaciones Infraestructura Pública y Vivienda.
    - Dirección de Auditoría al Sector Organismos e Instituciones de Apoyo.

## Contralor general de Cuentas
El contralor general de Cuentas, es el jefe de la Contraloría General de Cuentas y máxima autoridad de la institución. El contralor cumple con las atribuciones que le otorga la Constitución Política de la República y la Ley Orgánica de la Contraloría General de Cuentas, Decreto Legislativo 31-2002.

### Elección
El contralor general de Cuentas es electo para un período de cuatro años (es decir, que inicia el 13 de octubre del año de su nombramiento y finaliza en la misma fecha pero del cuarto año), por el Congreso de la República de Guatemala, por mayoría absoluta de diputados que conformen dicho Organismo. Sólo podrá ser removido por el Congreso de la República de Guatemala en los casos de negligencia, delito y falta de idoneidad. Rinde informe de su gestión al Congreso de la República, cada vez que sea requerido y de oficio dos veces al año. Gozará de iguales inmunidades que los magistrados de la Corte de Apelaciones. En ningún caso el contralor general de Cuentas puede ser reelecto.
El Congreso de la República hace la elección de una nómina de seis candidatos propuestos por una Comisión de Postulación integrada por un:
- Un representante de los Rectores de las Universidades de Guatemala, quien la preside;
- Los Decanos de las Facultades que incluyan la carrera de Contaduría Pública y Auditoría de cada universidad del país; y
- Un número equivalente de representantes electos por la Asamblea General del Colegio de Economistas, Contadores Públicos y Auditores y Administradores de Empresas, y por la Asamblea General del Colegio de Contadores Públicos y Auditores.

Para la elección de candidatos se requiere el voto de por lo menos las dos terceras partes de los miembros de dicha Comisión. En las votaciones, tanto para integrar la Comisión de Postulación como para la integración de la nómina de candidatos, no se acepta ninguna representación.

### Requisitos
- Debe ser mayor de cuarenta años;
- Guatemalteco;
- Contador Público y Auditor;
- Reconocida honorabilidad y prestigio profesional;
- Estar en el goce de sus derechos ciudadanos;
- No tener juicio pendiente en materia de cuentas;
- Haber ejercido su profesión por lo menos diez años.

### Facultades
El contralor general de Cuentas tiene la facultad de nombrar y remover a los funcionarios y empleados de las distintas dependencias de la Contraloría y para nombrar interventores en los asuntos de competencia, todo ellos conforme a la Ley de Servicio Civil. Tiene dentro de las facultades que le asigna la Constitución Política de la República, las siguientes atribuciones:
- a) Representar y dirigir la institución;
- b) Ejercer jurisdicción sobre todas la dependencias de la institución;
- c) Nombrar y remover a los funcionarios y empleados de las distintas dependencias de la institución conforme a la Ley de Servicio Civil, así como realizar las rotaciones de personal que se consideren convenientes;
- d) Conceder licencias al personal de la institución para ausentarse de sus labores con o sin goce de sueldo;
- e) Imponer sanciones administrativas a los funcionarios y empleados de la institución, así como a las autoridades, a los funcionarios y empleados públicos en ejercicio de su función fiscalizadora, en los términos estipulados en el artículo 39 de su Ley Orgánica.
- f) Aprobar el presupuesto anual de la institución, el cual trasladará al Organismo Ejecutivo y al Congreso de la República para su inclusión en el Presupuesto General de Ingresos y Egresos del Estado, dentro de los plazos establecidos;
- g) Aprobar políticas, nomas y manuales de control gubernamental de observancia obligatoria para los organismos, entidades y personas a que se refiere el artículo 2 de la Ley Orgánica;
- h) Dirigir, tramitar, resolver e inspeccionar todos los asuntos relacionados con la institución;
- i) Desarrollar y poner en ejecución la estructura orgánica necesaria para el cumplimiento de los objetivos de la institución;
- j) Aprobar los reglamentos administrativos internos de la Institución;
- k) Oficializar los informes y dictámenes de auditoría que le presenten los auditores gubernamentales y los auditores independientes o firmas de auditoría privada contratados de acuerdo con la literal l) del artículo 4 de la Ley Orgánica, mediante el aval correspondiente cuando proceda;
- l) Emitir los acuerdos internos necesarios;
- m) Delegar atribuciones de las que le confiere la ley, cuando fuere necesario o conveniente, para hacer más dinámica y eficiente la función institucional;
- n) Otorgar, en un plazo máximo de 120 días, los finiquitos que establezcan otras leyes, de conformidad con el reglamento de la Ley Orgánica; y,
- o) Imponer las sanciones administrativas o pecuniarias que establecen las leyes dentro del área de su competencia, así como condonar o disminuir los montos que se hubieren impuesto, según la gravedad o no de las faltas en que se incurriere por parte de funcionarios y empleados públicos.

### Listado de contralores generales de Cuentas
| N.º | Contralor general de Cuentas             | Funciones                                    | Período   | Trivia |
| --- | ---------------------------------------- | -------------------------------------------- | --------- | --- |
|     | Francisco José Velásquez Velásquez       | 13 de octubre de 1990-13 de octubre de 1994  | 1994      | |
|     | Luis Arturo Aguilar Solares              | 13 de octubre de 1994-13 de octubre de 1998  | 1994-1998 | |
|     | Marco Tulio Abadío Molina                | 13 de octubre de 1998-13 de octubre de 2002  | 1998-2002 | |
| 01  | Óscar Eugenio Dubón Palma                | 13 de octubre de 2002-3 de marzo de 2004     | 2002-2006 | Después de la publicación de la nueva Ley Orgánica de la CGC, es el primer contralor general de Cuentas bajo esa ley. Destuído. |
|     | Joaquín Flores España                    | 3 de marzo de 2004-13 de octubre de 2006     | 2002-2006 | En funciones, como subcontralor de probidad.                                                                                    |
| 02  | Carlos Enrique Mencos Morales            | 13 de octubre de 2006-13 de octubre de 2010  | 2006-2010 | Primer mandato. |
|     | Arnulfo Escobar Barillas                 | 13 de octubre de 2010-7 de diciembre de 2010 | 2010-2014 | En funciones, como subcontralor de probidad.                                                                                    |
| 03  | Nora Liliana Segura Monzón de Delcompare | 7 de diciembre de 2010-16 de octubre de 2014 | 2010-2014 | Primera mujer electa para dicho cargo.                                                                                          |
|     | Héctor Enrique Santizo de León           | 16 de octubre de 2014-21 de enero de 2015    | 2014-2018 | En funciones, como subcontralor de probidad.                                                                                    |
| 04  | Carlos Enrique Mencos Morales            | 21 de enero de 2015-13 de octubre de 2018    | 2014-2018 | Segundo mandato. |
|     | Felipe Fernando Fernández Chavarría      | 13 de octubre de 2018-3 de abril de 2019     | 2018-2022 | En funciones, como subcontralor de probidad.                                                                                    |
| 05  | Edwin Humberto Salazar Jerez             | 3 de abril de 2019-13 de octubre de 2022     | 2018-2022 | Cuarto contralor general de Cuentas.                                                                                            |
|     | Mario Francisco Xocoy Buch               | 13 de octubre de 2022-8 de noviembre de 2022 | 2022-2026 | En funciones, como subcontralor de probidad.                                                                                    |
| 06  | Frank Helmuth Bode Fuentes               | Desde el 8 de noviembre de 2022              | 2022-2026 | |